# Stjepan Hauser
Stjepan Hauser (ur. 15 czerwca 1986 w Puli) – chorwacki wiolonczelista. Założyciel i muzyk zespołu 2Cellos.

## Życiorys
Urodził się w Puli, jest synem Mariji i Maria Hauserów. Pochodzi z muzycznej rodziny; jego matka grała na perkusji. Ma dwoje rodzeństwa, Mirona i Nušę. Chodził do szkoły średniej w Rijece, następnie studiował w Zagrzebiu, w Londynie i w Stanach Zjednoczonych.
Był członkiem Trio Greenwich, który współtworzył wraz z Laną Trotovsek i Yoko Misumi. Zdobyli pierwsze nagrody na konkursach międzynarodowej muzyki kameralnej w Wielkiej Brytanii, w Belgii i we Włoszech oraz wystąpili na wielu prestiżowych festiwalach muzycznych w Europie.
W 2011 wraz z Luką Šuliciem stworzył duet muzyczny 2Cellos. Wydali pięć albumów studyjnych: 2Cellos (2011), In2ition (2013), Celloverse (2015), Score (2017) i Let There Be Cello (2018).
Ma na koncie współpracę również z wieloma indywidualnymi muzykami, takimi jak m.in. Mstisław Rostropowicz i Heinrich Schiff. 
W 2010 wydał debiutancki, solowy album pt. Song to the Moon. W 2011 nagrał płytę pt. Urban and Hauser z Damirem Urbanem, za którą w maju 2012 otrzymali dwie nagrody Grammy. Również w 2012 wydał album pt. Noć nek' tiho svira z Oliverem Dragojeviciem.
W 2020 wydał dwa kolejne, solowe albumy: Classic i Hauser Plays Morricone. W 2021 został jurorem w programie rozrywkowym Virtuosos.